# کره رود
کوره رود، روستایی از توابع بخش عمارلو شهرستان رودبار در استان گیلان ایران است.
این روستا جنوبی ترین نقطه استان گیلان از لحاظ مختصات جغرافیایی و مسکونی بودن است.

## جمعیت
این روستا در دهستان جیرنده قرار دارد و براساس سرشماری مرکز آمار ایران در سال ۱۳۸۵، جمعیت آن ۳۷ نفر (۱۰خانوار) بوده‌است.
هم‌اکنون جمعیت آن ۱۰۰ نفر (۲۷ خانوار) می‌باشد. اغلب ساکنین این روستا که در سالهای گذشته به دلایل مختلف به شهرهای اطراف مهاجرت کرده بودند در حال برگشت به روستا می‌باشند.